# Luke Rockhold
Luke Skyler Rockhold (Santa Cruz, 17 de outubro de 1984) é um lutador de artes marciais mistas (MMA) norte-americano e ex-campeão do peso-médio do Ultimate Fighting Championship. Foi o invicto campeão dos pesos-médios do já extinto evento Strikeforce. Rockhold é faixa preta em jiu-jítsu, sendo treinado por Dave Camarillo.

## Biografia
Luke Rockhold vem de uma família de atletas. Cresceu em  Santa Cruz, Califórnia ao lado do irmão e surfista profissional Matt Rockhold. Seu pai, Steve Rockhold, foi um jogador de basquete profissional na Europa.
Luke começou a treinar judô aos 6 anos de idade. Quando ele entrou na sétima série, ele se juntou a equipe de sua escola de wrestling e tentou lutar por um colégio da comunidade local, mas sentiu que o esporte não era para ele, ao invés disso ele começou a treinar jiu-jítsu em tempo integral. Depois de vencer alguns torneios de Jiu-jitsu brasileiro ele decidiu olhar para as  Artes Marciais Mistas e alguns amigos de Rockhold o convenceram a treinar na Academia Americana de Kickboxing (AKA) em San José, Califórnia.

## Carreira no MMA

### Início da carreira
Em julho de 2007, Rockhold fez sua estréia profissional contra Mike Martinez no evento Melee on the Mountain. Rockhold dominou a luta e venceu com um  armlock na metade do primeiro round. Ele teve sua segunda luta no mesmo evento em novembro de 2007. Não foi tão bem sucedido quanto o primeiro e Rockhold foi derrotado por Tony Rubalcava por nocaute técnico.

### Strikeforce
Foi então oferecida uma luta para Rockhold no Strikeforce: Young Guns II, luta em que Rockhold mostrou um incrível desempenho forçando seu oponente Josh Neal com socos. Impressionado com seu desepenho o Strikeforce lhe ofereceu outra luta no evento Strikeforce: Destruction contra Nik Theotikos ao qual Rockhold venceu por finalização. Em sua terceira luta no evento Strikeforce: Shamrock vs. Diaz Rockhold alcançou sua terceira vitória consecutiva sobre Buck Meredith.
Rockhold seguiu em frente e no Strikeforce Challengers: Villasenor vs. Cyborg lutaria contra Cory Devela. Mesmo sendo considerado um azarão pela mídia e os espectadores, venceu Devela por finalização em apenas trinta segundos de luta.
No Strikeforce Challengers: Gurgel vs. Evangelista, Rockhold derrotou Jesse Taylor que havia participado do reality show The Ultimate Fighter. Essa luta marcou sua quinta vitória consecutiva no Strikeforce.
Em fevereiro de 2010, Rockhold enfrentou outro participante do The Ultimate Fighter, Paul Bradley e venceu por nocaute técnico. A luta aconteceu no Strikeforce Challengers: Kaufman vs. Hashi. Com a vitória Rockhold já se preparava para enfrentar lutadores mais fortes e conhecidos no mundo do MMA e no Strikeforce. Além da vitória, Rockhold foi anunciado para o jogo EA Sports MMA.
Rockhold foi programado para lutar contra Matt Lindland no Strikeforce: Diaz vs. Noons II, mas desistiu poucas semanas antes da luta devido a uma lesão no ombro e também era esperado para enfrentar o ex-candidato ao título, Tim Kennedy, no Strikeforce: Feijao vs. Henderson em 5 de março de 2011. No entanto, por razões desconhecidas, Rockhold foi retirado da luta.

#### Cinturão dos pesos-médios do Strikeforce
Depois de mais de um ano sem lutas devido as lesões, Rockhold voltou a lutar no Strikeforce World Grand Prix: Barnett vs. Kharitonov enfrentando o na época campeão dos médios Ronaldo Souza em 10 de setembro de 2011. Ele venceu a luta por decisão unânime e se tornou o novo Campeão Peso Médio do Strikeforce.
Em 7 de Janeiro de 2012 no Strikeforce: Rockhold vs. Jardine, Rockhold fez sua primeira defesa de título contra Keith Jardine, luta na qual Rockhold venceu por nocaute técnico após uma sequência de socos.
Sua segunda defesa de título foi marcada para 14 de Julho de 2012 contra Tim Kennedy no eventro Strikeforce: Rockhold vs. Kennedy. Na pesagem antes da luta, no dia 13 de Julho de 2012 Rockhold apresentou um excesso de meio quilo e teve de cortar o peso extra no limite de duas horas. Novamente conseguiu defender seu título vencendo a luta por decisão unânime.
Para sua terceira defesa de título, Rockhold era esperado para enfrentar Lorenz Larkin no evento Strikeforce: Cormier vs. Mir marcado para 3 de novembro de 2012. Porém, Rockhold foi forçado a retirar-se do evento devido a uma lesão e o evento foi cancelado mais tarde. Furioso com o cancelamento da luta, Lorenz Larkin comentou em uma rede social sua insatisfação quanto ao ocorrido, mas teve o argumento rebatido por Rockhold.

### Fim do Strikeforce
Quando o presidente do  UFC Dana White anunciou dia 12 de Março de 2011 que a Zuffa, empresa-mãe do  UFC havia comprado o Strikeforce já era esperado que o evento chegaria ao fim e que a maioria dos lutadores seriam transferidos para o  UFC (sendo que no final de 2011 muitos lutadores já haviam sido transferidos, como por exemplo Dan Henderson, Nick Diaz, Alistair Overeem e Cung Le). Eis que a Zuffa finalmente anunciou o último evento do Strikeforce que ocorreu dia 12 de Janeiro de 2013.
O Presidente do  UFC Dana White então se pronunciou sobre quais atletas ele tem mais interesse e, entre eles, Luke Rockhold estava na lista, como campeão dos médios.

### Ultimate Fighting Championship
Foi então finalmente confirmado que Rockhold assim como vários outros lutadores do extinto Strikeforce migraram para o UFC. Rockhold anunciou que gostaria de estrear lutando contra Costa Philippou no UFC on Fox 7. Rockhold ainda fez nova declaração dizendo que ficaria honrado se pudesse estrear no UFC contra o brasileiro Vitor Belfort e o presidente do UFC Dana White já estava negociando essa luta ainda para o primeiro semestre de 2013.
O agente do campeão dos pesos médios do UFC Anderson Silva declarou que gostaria de promover a luta entre Rockhold e Anderson, visto que seria um duelo entre campeões.
Rockhold fez sua estreia no UFC dia 18 de maio de 2013 contra o brasileiro Vitor Belfort no UFC on FX: Belfort vs. Rockhold. Rockhold perdeu por nocaute técnico no primeiro round.
Rockhold era esperado para enfrentar Tim Boetsch no dia 19 de outubro de 2013 no UFC 166. Porém, uma lesão o tirou do evento, sendo substituído por CB Dollaway.
Rockhold conquistou sua primeira vitória no UFC contra Costa Philippou no dia 15 de janeiro de 2014 no UFC Fight Night: Rockhold vs. Philippou. Ele venceu por Nocaute Técnico devido à chutes no figado ainda no primeiro round, também faturou o bônus de Nocaute da Noite.
Após a vitória sobre Philippou, o UFC marcou novamente uma luta contra Tim Boetsch. A luta aconteceu no UFC 172, dia 26 de abril de 2014. Rockhold venceu a luta rapidamente, aplicando um triângulo invertido seguido de uma kimura.
Rockhold havia trocado algumas farpas com Michael Bisping na internet e Bisping chegou a pedir que o UFC marcasse a luta entre eles. O UFC então marcou a luta para 7 de Novembro de 2014 no UFC Fight Night: Rockhold vs. Bisping, na Austrália. Rockhold manteve-se muito relaxado durante todo o combate e finalizou Bisping com uma guilhotina de uma mão aos 57 segundos do segundo round. Luke ganhou o prêmio de Performance da Noite.
Luke enfrentou Lyoto Machida no dia 18 de abril de 2015. Depois de um primeiro round amplamente dominante por parte do americano, o brasileiro acabou se desequilibrando, e Luke aproveitou para manter o rival no solo. Rapidamente Rockhold foi para as costas, encaixou um mata-leão, e o brasileiro bateu aos 2:31 do segundo round. Rockhold ainda ganhou o prêmio de Performance da Noite.

#### Cinturão dos Pesos Médios do UFC
O presidente do Ultimate, Dana White, confirmou ao "UFC Tonight", programa de TV oficial da organização nos EUA, que Luke Rockhold seria o próximo a enfrentar Chris Weidman. Ele e Weidman já vinham trocando farpas através da imprensa antes mesmo do campeão derrotar Vitor Belfort , em 23 de maio. Luke desbancou Chris Weidman — até então invicto no MMA — e tomou o posto do compatriota após faturar a vitória por nocaute técnico, aos 3m12s do quarto round.

#### Perda do cinturão
Rockhold era esperado para enfrentar Chris Weidman numa revanche imediata no UFC 199. No entanto Weidman se lesionou e Michael Bisping assumiu seu lugar, faltando 17 dias para a luta. Michael Bisping nocauteou Luke Rockhold no 1º round  no dia 4 de junho, na Califórnia, conquistando enfim o Cinturão Peso Médio do UFC.

## Títulos

### Artes Marciais Mistas
- Ultimate Fighting Championship
  - UFC Cinturão da categoria Médios (Uma vez)
  - Performance da Noite (2 vezes)
  - Nocaute da Noite (uma vez)
  - Luta da Noite (uma vez)

- Strikeforce
  - Campeão dos Médios do Strikeforce (Uma vez; último)
  - Duas defesas de título bem sucedidas

### Brazilian Jiu-Jitsu
- International Brazilian Jiu-Jitsu Federation (IBJJF)
  - 2007 IBJJF - Campeonato Mundial de Jiu-Jitsu - Faixa Roxa - Sem Kimono - Medalha de Ouro
  - 2007 IBJJF - Campeonato Mundial de Jiu-Jitsu - Faixa Azul - Medalha de Ouro

## Cartel no MMA
| Cartel no MMA   |             |            |
| 21 lutas        | 16 vitórias | 5 derrotas |
| Por nocaute     | 6           | 5          |
| Por finalização | 8           | 0          |
| Por decisão     | 2           | 0          |

| Res.    | Cartel | Oponente        | Método                                       | Evento                                          | Data       | Round | Tempo | Local                          | Notas                                                                                           |
| ------- | ------ | --------------- | -------------------------------------------- | ----------------------------------------------- | ---------- | ----- | ----- | ------------------------------ | ----------------------------------------------------------------------------------------------- |
| Derrota | 16-6   | Paulo Costa     | Decisão (unânime)                            | UFC 278: Usman vs. Edwards 2                    | 20/08/2022 | 3     | 5:00  | Salt Lake City, Utah           | Retornou aos Médios; Luta da Noite; Anunciou a sua aposentadoria.                               |
| Derrota | 16-5   | Jan Blachowicz  | Nocaute (soco)                               | UFC 239: Jones vs. Santos                       | 06/07/2019 | 2     | 1:39  | Las Vegas, Nevada              | Estreia nos Meio Pesados.                                                                       |
| Derrota | 16-4   | Yoel Romero     | Nocaute (soco)                               | UFC 221: Romero vs. Rockhold                    | 10/02/2018 | 3     | 1:48  | Perth                          | Pelo Cinturão Peso Médio Interino do UFC; Romero não bateu o peso; Luta em Peso Casado (85 Kg). |
| Vitória | 16-3   | David Branch    | Nocaute Técnico (socos)                      | UFC Fight Night: Rockhold vs. Branch            | 16/09/2017 | 2     | 4:05  | Pittsburgh, Pennsylvania       |                                                                                                 |
| Derrota | 15-3   | Michael Bisping | Nocaute (socos)                              | UFC 199: Rockhold vs. Bisping II                | 04/06/2016 | 1     | 3:36  | Inglewood, Califórnia          | Perdeu o Cinturão Peso Médio do UFC.                                                            |
| Vitória | 15-2   | Chris Weidman   | Nocaute Técnico (socos)                      | UFC 194: Aldo vs. McGregor                      | 12/12/2015 | 4     | 3:12  | Las Vegas, Nevada              | Ganhou o Cinturão Peso Médio do UFC; Luta da Noite.                                             |
| Vitória | 14-2   | Lyoto Machida   | Finalização (mata leão)                      | UFC on Fox: Machida vs. Rockhold                | 18/04/2015 | 2     | 2:31  | Newark, New Jersey             | Performance da Noite.                                                                           |
| Vitória | 13-2   | Michael Bisping | Finalização (guilhotina)                     | UFC Fight Night: Rockhold vs. Bisping           | 07/11/2014 | 2     | 0:57  | Sydney                         | Performance da Noite.                                                                           |
| Vitória | 12-2   | Tim Boetsch     | Finalização (triângulo invertido com kimura) | UFC 172: Jones vs. Teixeira                     | 26/05/2014 | 1     | 2:08  | Baltimore, Maryland            |                                                                                                 |
| Vitória | 11-2   | Costa Philippou | Nocaute Técnico (chute no corpo)             | UFC Fight Night: Rockhold vs. Philippou         | 15/01/2014 | 1     | 2:31  | Duluth, Georgia                | Nocaute da Noite.                                                                               |
| Derrota | 10-2   | Vitor Belfort   | Nocaute (chute rodado e socos)               | UFC on FX: Belfort vs. Rockhold                 | 18/05/2013 | 1     | 2:32  | Jaraguá do Sul, Santa Catarina | Estreia no UFC.                                                                                 |
| Vitória | 10-1   | Tim Kennedy     | Decisão (unânime)                            | Strikeforce: Rockhold vs. Kennedy               | 14/07/2012 | 5     | 5:00  | Portland, Oregon               | Defendeu o Cinturão dos Médios do Strikeforce.                                                  |
| Vitória | 9-1    | Keith Jardine   | Nocaute Técnico (socos)                      | Strikeforce: Rockhold vs. Jardine               | 07/01/2012 | 1     | 4:26  | Paradise, Nevada               | Defendeu o Cinturão dos Médios do Strikeforce.                                                  |
| Vitória | 8-1    | Ronaldo Souza   | Decisão (unânime)                            | Strikeforce: Barnett vs. Kharitonov             | 10/09/2011 | 5     | 5:00  | Cincinnati, Ohio               | Ganhou o Cinturão dos Médios do Strikeforce.                                                    |
| Vitória | 7-1    | Paul Bradley    | Nocaute Técnico (joelhada no corpo)          | Strikeforce Challengers: Kaufman vs. Hashi      | 26/02/2010 | 1     | 2:24  | San Jose, Califórnia           |                                                                                                 |
| Vitória | 6-1    | Jesse Taylor    | Finalização (mata leão)                      | Strikeforce Challengers: Gurgel vs. Evangelista | 06/11/2009 | 1     | 3:42  | Fresno, California             |                                                                                                 |
| Vitória | 5-1    | Cory Devela     | Finalização (mata leão)                      | Strikeforce Challengers: Villasenor vs. Cyborg  | 19/06/2009 | 1     | 0:30  | Kent, Washington               |                                                                                                 |
| Vitória | 4-1    | Buck Meredith   | Finalização (mata leão)                      | Strikeforce: Shamrock vs. Diaz                  | 11/04/2009 | 1     | 4:07  | San Jose, Califórnia           |                                                                                                 |
| Vitória | 3-1    | Nik Theotikos   | Finalização (mata leão)                      | Strikeforce: Destruction                        | 21/11/2008 | 1     | 3:06  | San Jose, Califórnia           |                                                                                                 |
| Vitória | 2-1    | Josh Neal       | Nocaute (socos)                              | Strikeforce: Young Guns II                      | 01/02/2008 | 1     | 1:49  | San Jose, Califórnia           | Estréia no Strikeforce.                                                                         |
| Derrota | 1-1    | Tony Rubalcava  | Nocaute (soco)                               | Melee on the Mountain                           | 06/11/2007 | 1     | 2:46  | Friant, Califórnia             |                                                                                                 |
| Vitória | 1-0    | Mike Martinez   | Finalização (chave de braço)                 | Melee on the Mountain                           | 24/07/2007 | 1     | 2:44  | Friant, Califórnia             |                                                                                                 |